# Deutsche Fechtmeisterschaften 1932
Bei den Deutschen Fechtmeisterschaften 1932 wurden Wettbewerbe im Herrenflorett, Herrendegen und Herrensäbel ausgetragen, bei den Damen gab es nur einen Wettbewerb im Florett. Die Einzelmeisterschaften fanden vom 6. bis 8. Mai in Offenbach statt, die Mannschaftsmeisterschaften vom 7. bis 9. Oktober in Berlin. Die Meisterschaften wurden vom „Deutschen Fecht-Ausschuß“ organisiert, dem Vertreter des Deutschen Fechter-Bundes und des Fechtverbands des Deutschen Turner-Bundes angehörten. Bei den Herren gewannen August Heim (Florett), Stefan Rosenbauer (Degen) und Heinrich Moos (Säbel), bei den Damen Olga Oelkers. Die Mannschaftsmeisterschaften konnte der Fecht-Club Hermannia Frankfurt in allen drei Waffen gewinnen, bester Einzelfechter war Erwin Casmir, der nicht im Einzel antrat. 

## Einzel
Die Einzelmeisterschaften fanden vom 6. bis zum 8. Mai in Offenbach in den Räumen des Offenbacher Turnvereines statt, am letzten Tag wurde die Siegerehrung in einer Schlussfeier durchgeführt. Es waren 109 Fechter und 63 Fechterinnen gemeldet. Ausgefochten wurden Wettbewerbe in den Disziplinen Florett, Degen und Säbel für Herren sowie Damenflorett. Das oberste Schiedsgericht bestand aus sechs Mitgliedern des Deutschen Turner-Bundes sowie des Deutschen Fechter-Bundes, unter anderem dem DFB-Vorsitzenden Heinrich Mayer, dem Fechtwart der Deutschen Turnerschaft Ludwig Staffen und dem DFB-Ehrenvorsitzenden Jakob Erckrath de Bary.

### Herrenflorett
Der Wettbewerb wurde in vier Runden ausgetragen. Aus den Vor- und Zwischenrunden schieden jeweils drei (oder vier) von sechs (oder sieben) Fechtern aus. In den anschließenden Vorendrunden qualifizierten sich jeweils drei von fünf Fechtern für die Endrunde. Gefochten wurde auf fünf Treffer. August Heim gewann mit sieben Siegen vor Fr. Stark und Hans Gyenis (jeweils fünf Siege).
| Platz | Sportler    | Verein                          |
| ----- | ----------- | ------------------------------- |
| 1     | August Heim | Fechtclub Offenbach             |
| 2     | Fr. Stark   | Fechtclub Offenbach             |
| 3     | Hans Gyenis | Florett-Club München im TV Jahn |

Weitere Platzierungen: 4. Fritz Jacob und Stefan Rosenbauer, 6. Julius Eisenecker, 7. Hans-Georg Jörger, 8. Fritz Schubert, 9. Hans Ohlig

### Damenflorett
Der Wettbewerb wurde in vier Runden ausgetragen. Aus den Vor- und Zwischenrunden schieden jeweils drei (oder vier) von sechs (oder sieben) Fechterinnen aus. In den anschließenden Vorendrunden qualifizierten sich jeweils drei von sechs Fechterinnen für die Endrunde. Gefochten wurde auf fünf Treffer. Die Olympiasiegerin Helene Mayer konnten wegen einer Krankheit nicht teilnehmen. Die Vorjahressiegerin Tilly Merz sowie Erna Sondheim trat ebenfalls nicht an, wahrscheinlich wegen der Belastung durch die kurz zuvor stattgefundenen Internationalen Fechtmeisterschaften 1932. Es gewann Olga Oelkers mit acht Siegen vor Hedwig Haß (sechs Siege) und Leni Oslob (fünf Siege).
| Platz | Sportler     | Verein              |
| ----- | ------------ | ------------------- |
| 1     | Olga Oelkers | Fechtclub Offenbach |
| 2     | Hedwig Haß   | TV Offenbach        |
| 3     | Leni Oslob   | TSV 1867 Leipzig    |

Weitere Platzierungen: 4. Rotraud von Wachter, 5. Henni Jüngst, 6. Mina Freudenberger, 7. Trude Jacob, 8. Lotte Leonhard, 9. Gretel Bihlmaier

### Herrendegen
Der Wettbewerb wurde in fünf Runden ausgetragen. Aus den Vor- und den zwei Zwischenrunden schieden jeweils drei (oder vier) von sechs (oder sieben) Fechtern aus. In den anschließenden Vorendrunden qualifizierten sich insgesamt neun von 12 Fechtern für die Endrunde. Gefochten wurde in den Vor- und Zwischenrunden auf einen Treffer, anschließend auf zwei Treffer. Es gewann Stefan Rosenbauer mit sieben Siegen vor Josef Uhlmann (sechs Siege) und Konrad Miersch von der Polizeischule Spandau (fünf Siege).
| Platz | Sportler          | Verein                 |
| ----- | ----------------- | ---------------------- |
| 1     | Stefan Rosenbauer | Hermannia Frankfurt    |
| 2     | Josef Uhlmann     | TV Ulm                 |
| 3     | Konrad Miersch    | Polizei-Schule Spandau |

Weitere Platzierungen: 4. Fr. Stark 5. Schroeder, 6. Heinrich Moos, 7. Wagner, 8. B. Eggert, 9. Kurt Kronenberg

### Herrensäbel
Der Wettbewerb wurde in vier Runden ausgetragen. Aus den Vor- und Zwischenrunden schieden jeweils drei (oder vier) von sechs (oder sieben) Fechtern aus. In den anschließenden Vorendrunden qualifizierten sich jeweils drei von fünf oder sechs Fechtern für die Endrunde. Gefochten wurde auf fünf Treffer. Heinrich Moos gewann mit acht Siegen vor August Heim (sieben Siege) und Richard Wahl (sechs Siege).
| Platz | Sportler      | Verein            |
| ----- | ------------- | ----------------- |
| 1     | Heinrich Moos | BK Berlin         |
| 2     | August Heim   | TV Offenbach      |
| 3     | Richard Wahl  | TV 1860 Frankfurt |

Weitere Platzierungen: 4. Fritz Schubert 5. Stefan Rosenbauer, 6. B. Eggert, 7. Eugen Mayer, 8. Kurt Kronenberg, 9. Wilhelm Löffler

## Mannschaft
Die Mannschaftsmeisterschaften fanden vom 7. bis 9. Oktober in den Tennishallen an der Brandenburgischen Straße in Berlin statt. Es nahmen Mannschaften de Deutschen Fechter-Bundes und des Deutschen Turner-Bundes teil. Die Mannschaften bestanden aus vier Fechtern mit ein bis zwei Ersatzfechtern. Es wurden Wettbewerbe im Herrendegen, Herrensäbel und Herrenflorett ausgetragen. Ein geplanter Damenwettbewerb musste abgesagt werden, da nur eine Mannschaft gemeldet hatte.
Im Rundensystem focht jede Mannschaft gegen alle anderen Mannschaften. Ein Mannschaftskampf bestand aus sechzehn Einzelgefechten. Im Florett und Säbel wurde jedes Einzelgefecht auf fünf Treffer gefochten, im Degen auf zwei Treffer. Die Mannschaft mit der höheren Anzahl an Siegen gewann das Gefecht. Bei Gleichstand gewann die Mannschaft mit weniger erhaltenen Treffern, waren auch diese identisch, wurde der Mannschaftskampf unentschieden gewertet. Ein Unentschieden galt ein Punkt, ein Sieg zwei Punkte. Das Oberste Schiedsgericht bestand aus dem Präsidenten des DFB Heinrich Mayer , dem Fechtwart des Deutschen Turner-Bundes Ludwig Staffen, sowie je einem weiteren Vertreter der beiden Verbände.

### Herrenflorett
Im Herrenflorett traten sieben Mannschaften an. Es gewann Hermannia Frankfurt vor dem TV 1860 Frankfurt und dem TK Hannover. Beste Einzelfechter waren Erwin Casmir von Hermannia Frankfurt (24 Siege, 31 erhaltene Treffer), Fritz Jacob vom TV 1860 Frankfurt (21 Siege, 55 erhaltene Treffer) sowie Rosenbauer von Hermannia Frankfurt (21 Siege, 61 erhaltene Treffer).
| Platz | Verein              | Sportler                                                                               |
| ----- | ------------------- | -------------------------------------------------------------------------------------- |
| 1     | Hermannia Frankfurt | Erwin Casmir Stefan Rosenbauer Julius Eisenecker Hans-Georg Jörger Franz August Müller |
| 2     | TV 1860 Frankfurt   | Karl Büdinger Fritz Jacob Wilhelm Löffler Fritz Martin Richard Wahl                    |
| 3     | TK Hannover         | Heinrich Raupach Walter Hoffmeister Helmut Wollermann Rudolf Berger                    |

Weitere Platzierungen: 4. DFC Hannover, 5. DFC Düsseldorf, 6. TV Guts Muth Berlin, 7. Berliner Fechtclub

### Herrendegen
Im Herrendegen traten sieben Mannschaften an. Es gewann Hermannia Frankfurt vor dem Polizeisportverein Berlin und dem DFC Hannover. Beste Einzelfechter waren Rosenbauer (23 Siege, 13 erhaltene Treffer) und Casimir (20 Siege, 10 erhaltene Treffer) von Hermannia Frankfurt sowie Lerdon vom Polizei-Sportverein Berlin (18 Siege, 18 erhaltene Treffer).
| Platz | Verein                    | Sportler                                                                               |
| ----- | ------------------------- | -------------------------------------------------------------------------------------- |
| 1     | Hermannia Frankfurt       | Erwin Casmir Julius Eisenecker Hans-Georg Jörger Stefan Rosenbauer Franz August Müller |
| 2     | Polizeisportverein Berlin | Siegfried Lerdon Konrad Miersch Brockmann Remer Rosenfeld Schroeter                    |
| 3     | DFC Hannover              | Schinn Dr. Meyring Paul Hirschring Hans Kranefuß Schwertfeger Fränkel                  |

Weitere Platzierungen: 4. TV 1860 Frankfurt, 5. Berliner Turnerschaft, 6. Fechtclub Drednder Bank Berlin, 7. Deutscher Fecht-Klub Halle a. S.

### Herrensäbel
Im Herrensäbel traten fünf Mannschaften an. Es gewann Hermannia Frankfurt vor dem TV 1860 Frankfurt und der Mannschaft der Deutschen Bank Berlin. Beste Einzelfechter waren Erwin Casmir von Hermannia Frankfurt (15 Siege, 25 erhaltene Treffer), Heinrich Moos von der Deutschen Bank Berlin (13 Siege, 41 erhaltene Treffer) sowie Fritz Schubert vom TSV 1867 Leipzig (13 Siege, 44 erhaltene Treffer).
| Platz | Verein               | Sportler                                                                               |
| ----- | -------------------- | -------------------------------------------------------------------------------------- |
| 1     | Hermannia Frankfurt  | Erwin Casmir Julius Eisenecker Hans-Georg Jörger Stefan Rosenbauer Franz August Müller |
| 2     | TV 1860 Frankfurt    | Karl Büdinger Fritz Jacob Wilhelm Löffler Fritz Martin Richard Wahl                    |
| 3     | Deutsche Bank Berlin | Alfred Bär Curt Knoch Heinrich Moos Ludwig Weinacht Franz Ehling Osterndorff           |

Weitere Platzierungen: 4. TSV 1867 Leipzig, 5. DFC Düsseldorf